# Bernd Ulrich (Historiker)
Bernd Ulrich (* 18. August 1956 in Wilhelmshaven; † 2. Januar 2024) war ein deutscher Historiker, Kurator und Autor.

## Leben
Bernd Ulrich wuchs im Bremer Stadtteil St. Magnus auf. Nach Abitur und Wehrdienst bei der Bundesmarine studierte er an der FU Berlin Geschichte und Germanistik. Er schloss sein Studium mit dem Ersten Staatsexamen und der Promotion ab. Schwerpunkte seiner publizistischen, wissenschaftlichen und kuratorischen Arbeiten lagen im Bereich der Militär-, Kultur- und Sozialgeschichte des 19. und 20. Jahrhunderts. Er war als wissenschaftlicher Mitarbeiter am Friedrich-Meinecke-Institut beschäftigt (1990–1995) und von 1999 bis 2003 am Hamburger Institut für Sozialforschung (HIS). Seither arbeitete Ulrich wieder als Selbständiger für den Rundfunk, Museen und Verlage. Er war ab 2003 regelmäßig Autor und Sprecher der Sendereihe „Kalenderblatt“ im Deutschlandfunk.
Bernd Ulrich war mit der Autorin und Archivarin Angelika Tramitz verheiratet und lebte in Berlin.

## Publikationen (Auswahl)

### Monographien
- Die Augenzeugen. Deutsche Feldpostbriefe in Kriegs- und Nachkriegszeit 1914–1933. Klartext, Essen 1997, ISBN 3-88474-590-5 (zugl. Dissertation).
- mit Thomas Flemming: Vor Gericht. Deutsche Prozesse in Ost und West nach 1945. be.bra, Berlin 2005, ISBN 3-89809-063-9.
- Stalingrad. Beck, München 2005, ISBN 3-406-50868-5.
- mit Thomas Flemming: Heimatfront. Zwischen Kriegsbegeisterung und Hungersnot – wie die Deutschen den Ersten Weltkrieg erlebten. Bucher, München 2014, ISBN 978-3-7658-1850-9.
- mit Ursula Breymayer: Zwischen Tod und Freiheit. Überlebende berichten von den letzten Tagen als Häftlinge des Konzentrationslagers Sachsenhausen 1944/45. Metropol, Berlin 2015, ISBN 978-3-86331-239-8.
- mit Christian Fuhrmeister, Wolfgang Kruse, Manfred Hettling: Volksbund deutsche Kriegsgräberfürsorge. Entwicklungslinien und Probleme. be.bra Wissenschaft, Berlin 2019, ISBN 978-3-95410-254-9.
- mit Thomas Flemming, Gernot Schaulinski: Das Rote Rathaus Berlin. Eine politische Geschichte. Jaron Verlag, Berlin 2019, ISBN 978-3-89773-871-3.

### Editionen
- mit Angelika Tramitz: Dominik Richert, Beste Gelegenheit zum Sterben. Meine Erlebnisse im Kriege 1914–1918. Knesebeck, München 1989, ISBN 3-926901-15-2.
- Frontalltag im ersten Weltkrieg. Wahn und Wirklichkeit. Quellen und Dokumente. Hrsg. mit Benjamin Ziemann (= Fischer-Tb. 12544). Fischer, Frankfurt a. M. 1994, ISBN 3-596-12544-8. Neuausgabe: Frontalltag im Ersten Weltkrieg. Ein historisches Lesebuch. Klartext, Essen 2008, ISBN 978-3-8375-0015-8. Englische Ausgabe: German Soldiers in the Great War. Letters and Eyewitness Accounts. Pen & Sword Military, Barnsley, South Yorkshire 2010, ISBN 978-1-84884-141-3.
- mit Benjamin Ziemann: Krieg im Frieden. Die umkämpfte Erinnerung an den Ersten Weltkrieg. Quellen und Dokumente (= Fischer-Tb. 13277). Fischer, Frankfurt a. M. 1997, ISBN 3-596-13277-0.
- mit Benjamin Ziemann, Jakob Vogel: Untertan in Uniform. Militär und Militarismus im Kaiserreich 1871–1914. Quellen und Dokumente (= Fischer-Tb. 14903). Fischer, Frankfurt a. M. 2001, ISBN 3-596-14903-7.
- mit Rolf Spilker: Der Tod als Maschinist. Der industrialisierte Krieg 1914–1918. Katalog zur gleichnamigen Ausstellung im Museum Industriekultur Osnabrück Mai – Sept. 1998. Rasch, Bramsche 1998.
- mit Ursula Breymayer, Karin Wieland: Willensmenschen. Über deutsche Offiziere (= Fischer-Tb. 14438). Fischer, Frankfurt a. M. 1999, ISBN 3-596-14438-8.
- (Red.) Eine Ausstellung und ihre Folgen / Ausstellung Vernichtungskrieg. Verbrechen der Wehrmacht 1941 bis 1944. Zur Rezeption der Ausstellung „Vernichtungskrieg. Verbrechen der Wehrmacht 1941 bis 1944“. Hamburger Institut für Sozialforschung, Hamburg 1999, ISBN 3-930908-48-4.
- mit Manfred Hettling: Bürgertum nach 1945. Hamburger Edition, Hamburg 2005, ISBN 3-936096-50-3.
- mit Dorlis Blume, Ursula Breymayer: Im Namen der Freiheit. Verfassung und Verfassungswirklichkeit 1849 – 1919 – 1949 – 1989. Sandstein, Dresden 2008, ISBN 978-3-940319-47-0.
- mit Burkhard Asmuss: Deutsche und Polen – 1.9.39 – Abgründe und Hoffnungen. Sandstein, Dresden 2009, ISBN 978-3-940319-66-1.
- mit Ursula Breymayer: Unter Bäumen. Die Deutschen und der Wald. Sandstein, Dresden 2011, ISBN 978-3-942422-70-3.

### Aufsätze (Auswahl)
- Feldpostbriefe im Ersten Weltkrieg – Bedeutung und Zensur, in: Peter Knoch (Hrsg.): Kriegsalltag, Stuttgart 1989 (Metzler Verlag), S. 40–83.
- Kriegsfreiwillige – Motivationen, Erfahrungen, Wirkungen, in: August 1914. Hrsg. v. der Berliner Geschichtswerkstatt, Berlin 1989 (Nishen), S. 232–241.
- Zusammen mit Angelika Tramitz: Vergangenheit, die nicht vergehen wird! Die U-Bootbunkerwerft „Valentin“ in Bremen-Farge (Fotos: Thomas Hampel), in: Praxis Geschichte, Heft 5/Sept. 1990. S. 62–66.
- Zusammen mit Angelika Tramitz: „Nur jetzt nach all den Jahren denke ich daran“. Eine Kunstlehrerin in England, in: Wolfgang Benz (Hrsg.): Das Exil der kleinen Leute. Alltagserfahrung deutscher Juden in der Emigration, München 1991 (Beck), S. 188–197.
- Die Desillusionierung der Kriegsfreiwilligen von 1914, in: Wolfram Wette (Hrsg.): Der Krieg des kleinen Mannes. Eine Militärgeschichte von unten, München 1992 (Piper/2. Auflage 1995), S. 110–126.
- Nerven und Krieg – Skizzierung einer Beziehung, in: B. Loewenstein (Hrsg.): Geschichte und Psychologie. Annäherungsversuche, Pfaffenweiler 1992 (Centaurus), S. 163–192.
- „...als wenn nichts geschehen wäre“. Anmerkungen zur Behandlung der Kriegsopfer während des Ersten Weltkriegs, in: G. Hirschfeld, G. Krumeich, I. Renz (Hrsg.): Keiner fühlt sich hier mehr als Mensch. Das Erlebnis des Ersten Weltkriegs, Essen 1993 (Klartext), ISBN 3-596-13096-4, S. 115–130.
- Kampfmotivationen und Mobilisierungsstrategien, in: H. v. Stietencron, J. Rüpke (Hrsg.): Töten im Krieg (= Veröffentlichungen des Instituts für historische Anthropologie. Bd. 6), Freiburg, München 1995 (Verlag Karl Alber), S. 399–420.
- Der deutsche Offizier stirbt..., in: U. Breymayer, B. Ulrich, K. Wieland (Hrsg.): Willensmenschen. Über deutsche Offiziere, Frankfurt am Main 1999 (Fischer Taschenbuch), S. 11–20.
- Stalingrad, in: Hagen Schulze, Étienne François: Deutsche Erinnerungs-Orte, 3 Bde., Bd. 2, München 2001 (Beck Verlag), S. 332–348, S. 708–710.
- In spaßiger Hoffnungslosigkeit. Thomas Mann und das bundesrepublikanische Bürgertum, in: Neue Rundschau, H. 3 / 112. Jg., 2001 (S. Fischer Verlag), S. 110–124.
- Als ich ihn noch nicht kannte. Über die Militär- und Kriegsfotos meines Vaters, in: Fotogeschichte, Heft 85/86, 2002, S. 89–96.
- The senator`s tale. The development of Bremen`s bourgeoisie in the post-45 era, in: Social History / Oct. 2003, S. 303–321.
- Für immer abgehängt. Das Ende der sozialen Mobilität, in: Blätter für deutsche und internationale Politik, Juli 2007, S. 845–855.
- Der Lärm des 2. Weltkriegs, in: Gerhard Paul, Ralph Schock (Hrsg.): Sound des Jahrhunderts. Ein akustisches Porträt 1900 bis heute, Bundeszentrale für politische Bildung, Bonn 2013, S. 240–245.
- Alle Wetter – die HafenCity. Berichte aus einer unbekannten Stadt, in: Thomas Hampel, Dirk Meyhöfer (Hrsg.): 125 Jahre Speicherstadt. Hamburgs faszinierendes Backsteindenkmal von der Kaiserzeit bis heute, Hamburg (Elbe & Flut Edition/Junius Verlag) 2013, S. 181–187.
- Krieg der Nerven – Krieg des Willens, in: Handbuch Erster Weltkrieg. Hrsg. von Niels Werber, Lars Koch, Stefan Kaufmann, Stuttgart (Metzler Verlag) 2014, S. 232–258.
- „Dann geht’s wieder in die schöne Läuse-Schlampagne“ – Otto Dix im Ersten Weltkrieg, in: O. Dix. Der Krieg – Das Dresdner Triptychon, hrsg. von Birgit Dalbajewa, Simone Fleischer, Olaf Peters, Dresden 2014 (Sandstein Verlag), S. 32–43.
- „Militärgeschichte von unten“. Anmerkungen zu ihren Ursprüngen, Quellen und Perspektiven im 20. Jahrhundert, in: Wolfgang Kruse (Hrsg.): Der Erste Weltkrieg (= Neue Wege der Forschung), Darmstadt (Wiss. Buchges.) 2014, S. 131–164.
- „Heldengedenken“ – Ein NS-Feiertag im Schatten des kommenden Krieges, in: Berlin 1937 – Im Schatten von morgen. Katalog zur gleichnamigen Ausstellung im Märkischen Museum/Stadtmuseum Berlin 4.5.2017 – 14.1.2018, hrsg. von der Stiftung Stadtmuseum Berlin, Paul Spies und Gernot Schaulinski, Berlin 2017, S. 130–139.
- Zus. mit J. Schmidt, Pragmatischer Pazifist und Demokrat – Hauptmann a. D. Willy Meyer, in: Wolfram Wette (Hrsg.): Pazifistische Offiziere in Deutschland 1871–1933, Bremen 2020 (Donat Verlag), S. 343–363.

Ausstellungen (Co-Kurator, Mithrsg. der Kataloge) (Auswahl)
- Der Tod als Maschinist. Der industrialisierte Krieg 1914–1918 im Museum Industriekultur Osnabrück, Mai – Sept. 1998.
- Redaktion/Lektorat für Ausstellung und Katalog Der Schnee von gestern und die Lawine von morgen – Dialoge mit Kunst, Gesellschaft und Zeit im Kunstamt Neukölln 2003.
- Gemeinsam mit Ursula Breymayer, Dorlis Blume: Kurator, Fachberatung, Konzeption, Katalog, Lektorat, Recherche, Texte für Im Namen der Freiheit. Deutsche Verfassungen 1849, 1919, 1949, 1989, Deutsches Historisches Museum, Sept. 2008 – Jan. 2009.
- Beratung, Lektorat, Texte, Ghostwriting, Mit-Hrsg. des Katalogs für: Deutsche und Polen – 1.9.39 - Abgründe und Hoffnungen, Deutsches Historisches Museum, 27. Mai – 6. September 2009.
- Gemeinsam mit Ursula Breymayer, Andreas Bernhard, Elke Kupschinsky: Kurator der Ausstellung, Mitherausgeber und Autor des Katalogs: Unter Bäumen. Die Deutschen und der Wald, Deutsches Historisches Museum, 1. Dezember 2011 – 4. März 2012.
- Gemeinsam mit Ursula Breymayer: Konzept, Textauswahl, Texte, Hörinstallation für Dauerausstellung Zwischen Tod und Freiheit, Gedenkstätte Sachsenhausen, ab 18. April 2015.
- Gemeinsam mit Cosima Götz: Konzept und Texte für die Foto-Ausstellung Relics of the Cold War. Martin Roemers, Deutsches Historisches Museum, Oktober/November 2015 (Ausstellung 4. März – 21. August 2016).
- Gemeinsam mit Ursula Breymayer: Konzeption und Drehbuch für das geplante NS-Informations- und Dokumentationszentrum für Freiburg i. Br., Januar – Sept. 2019.